# 独立电子乐
独立电子乐（英語： 或 indie electronic）是一种综合了独立音乐（英語：indie）、电子乐（英語：electronica）、摇滚（英語：rock）和流行（英語：pop）音乐风格的音乐流派。独立电子乐中使用的典型乐器是电子琴、合成器、采样器、MIDI控制器和电子鼓等。这种流派还和Chillwave(glo-fi)运动有很紧密的关系，Chillwave更偏向于不插电的原声音乐风格而较少电子风。